# Giáo hoàng Máctinô IV
Martinô IV (Latinh: Martinus IV) là vị giáo hoàng thứ 189 của giáo hội công giáo.
Theo niên giám tòa thánh năm 1806 thì ông đắc cử Giáo hoàng năm 1281 và ở ngôi Giáo hoàng trong 4 năm 1 tháng 4 ngày. Niên giám tòa thánh năm 2003 xác định ông đắc cử Giáo hoàng ngày 22 tháng 2 năm 1281, ngày khai mạc chức vụ mục tử đoàn chiên chúa là ngày 23 tháng 3 và ngày kết thúc triều đại của ông là ngày 28 tháng 3 năm 1285.
Giáo hoàng Martinus IV sinh tại Pháp vào khoảng năm 1210 hoặc 1220 với tên thật là Simon de Brion hoặc de Brie. Ông được bầu làm Giáo hoàng tại Vierbe. Thực ra cuộc đắc cử của ông là do áp lực của Charles d’Anjou, một người bạn của ông. Ông đã cố gắng liên kết các vua chúa đương thời bằng lòng bác ái.
Các tên Marinus I và Marinus II phải được hiểu là Martin, do đã sửa lại tên hai Giáo hoàng nói trên và do có nhiệm kỳ đầu của Giáo hoàng này được gọi tên là Martin IV. Thực ra, ông đã sai lầm khi chọn tên Martinus IV mà phải gọi là Martinus II.
Dưới triều Giáo hoàng của ông nổ ra một cuộc nổi loạn đẫm máu và khốc liệt chống lại người Pháp ở Sicilia, ngày nay người ta gọi nó là "the Sicilian Vespers" (Đêm đen trên đảo Sicilia).
Martin tuyệt thông tất cả những ai chống lại Charles, nhưng khi Charles băng hà Martin đã phải trốn chạy khỏi Rôma, ông sẽ không bao giờ có thể trở về Rôma và chết ở Pérousengày 28 (18) tháng 3 năm 1285.